# Пяткова, Наталья Петровна
Наталья Петровна Пяткова (укр. Наталія Петрівна Пяткова; род. 17 июля 1966, Коммунарск, Луганская область) — государственный деятель непризнанной Луганской Народной Республики. Глава администрации Алчевска (с 2 декабря 2014 — 1 февраля 2022).

## Биография
Родилась 17 июля 1966 года в городе Алчевске Луганской области Украинской ССР Советского Союза.

### Образование
В 1983—1987 годах проходила обучение в Харьковском институте общественного питания по специальности «экономист».
В 2003 году окончила Луганский государственный университет внутренних дел.

### Карьера
Трудовую деятельность начала в 1987 году, сразу после окончания вуза, в качестве заведующей отделом магазина, затем —  заведующей магазином, начальником торгового отдела, начальником отдела рабочего снабжения. В 2001 году назначена директором ДП «ОРС Алчевского металлургического комбината».
С 2002 года депутат горсовета от Партии регионов, а с 2006  — возглавляла постоянную комиссию по вопросам экономического развития города, коммунальной собственности и предоставления услуг. В июне 2013 года была утверждена первым заместителем городского головы по вопросам деятельности исполнительных органов совета, тогда же  стала членом исполнительного комитета Алчевского городского совета.
Летом 2014 года, по причине отсутствия головы Алчевска Владимира Ивановича Косюги, вела заседания горисполкома, и была избрана председателем городской комиссии по вопросам техногенно-экологической безопасности и чрезвычайных ситуаций, фактически стала главой города.
2 декабря 2014 года, в соответствии с Указом главы ЛНР, официально назначена главой Администрации города Алчевска.